# Limnophila martynovi
Limnophila martynovi är en tvåvingeart som beskrevs av Alexander 1933. Limnophila martynovi ingår i släktet Limnophila och familjen småharkrankar. Inga underarter finns listade i Catalogue of Life.